# Relay Bay
Relay Bay är en vik i Antarktis. Den ligger i Östantarktis. Nya Zeeland gör anspråk på området.